# Lucien de Rosny
Pour les articles homonymes, voir Rosny.
Lucien Joseph Prunol de Rosny, né le 2 février 1810 à Valenciennes (Nord), capitale du comté du  Hainaut français, et  mort le 23 avril 1871 à Levallois-Perret, est ethnologue et historien. Père de Léon de Rosny, il est pendant plusieurs années greffier comptable à la Maison centrale de détention de Loos.  En tant qu'archéologue, ethnologue et historien il s’intéresse particulièrement à l’Amérique pré-colombienne, au Moyen Âge et à la Flandre. Lucien est doté d’un réel talent de dessinateur et d'aquarelliste.

## Biographie
En 1832, il publie son premier livre : Visite au musée de Douai, précédé d’une promenade au jardin botanique de cette même ville avec plusieurs autres détails curieux sur le pays. En 1838, paraît une volumineuse Histoire de Lille, illustrée de ses dessins de personnages historiques.
Lors du coup d’État de 1851, Lucien de Rosny s’exile en Angleterre où il restera jusqu’en 1860. Il se consacre à des recherches sur l’archéologie américaine et publie de nombreux mémoires en signant parfois sous le nom de Foucqueville.
D’une vaste érudition, en 1862, il est président de la Société américaine de France, liée à la Société d'ethnographie dont son fils Léon est le secrétaire perpétuel. Il est ancien correspondant du ministère de l'Instruction publique pour les études historiques, membre de la Société de statistique universelle de France, ainsi de plusieurs sociétés savantes. 

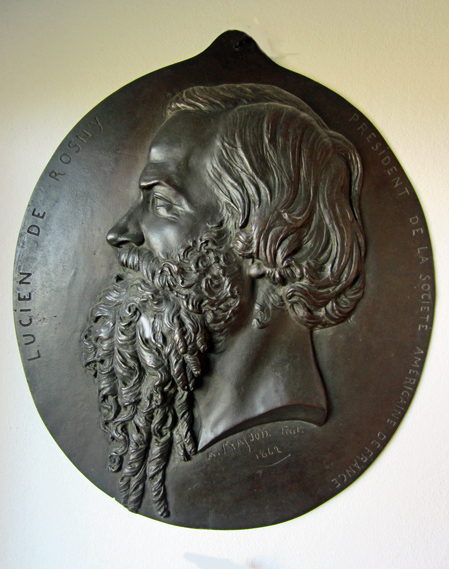
Lucien de Rosny, Président de la Société américaine de France, 1862, bronze 30x25 cm

Au cours de sa vie, il produira 23 ouvrages. Dix sont consacrés à l'Amérique antique, notamment, en 1865 la traduction d’une lettre de Christophe Colomb sur la découverte du Nouveau Monde.
« Sa bibliothèque est considérable, une partie en est détruite pendant la guerre de 1870 à Nogent-sur-Marne, une autre partie est vendue aux enchères en 1874 par le libraire Chossonnery, on en trouve le catalogue à la Bibliothèque Nationale, après le prélèvement de certains dons à des établissements scientifiques, le reste est gardé par son fils, M. Léon de Rosny. Lucien de Rosny est d’une érudition bien connue, mais ce qui l'est moins, c'est l'originalité qu'il met à faire relier certains de ses volumes avec des matières inusitées jusque-là dans le vêtement des livres... telles, par exemple, que la peau de taupe, la toile cirée, la peau de chat… avec poils, le caoutchouc cendré (vulcanisé), la peau de phoque bleu, etc À la fin du catalogue de la vente citée plus haut, le libraire a placé un petit index renvoyant aux numéros dont les reliures "singulières et curieuses" sont les plus extraordinaires[réf. nécessaire]. »
Amateur de curiosités, il constitue de nombreuses  collections comme : imprimés relatifs aux élections, passeports de tous les temps, billets d’enterrement et de lettres de faire-part, autographes, portraits, gravures, documents révolutionnaires, etc. !
Lucien de Rosny meurt le 23 avril 1871, sous la Commune, dans sa propriété de Levallois-Perret pendant le second siège de Paris.

### Ouvrages posthumes

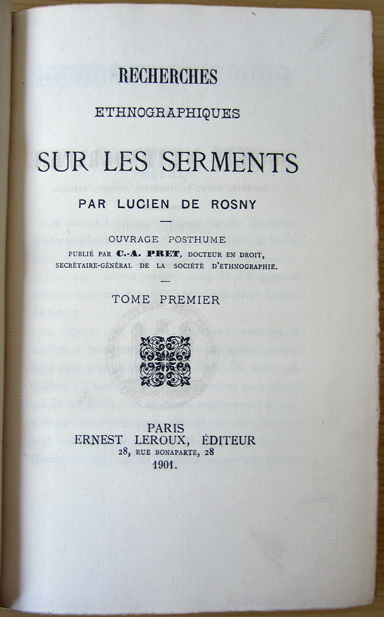

- 1874. Recherches sur les masques, le jade et l’industrie lapidaire chez les indigènes de l’Amérique antique. Paris. 8°, broché.
- 1874. Catalogue de la Bibliothèque (imprimés et manuscrits) de feu M. Lucien de Rosny précédé d’une notice historique par A. Castaing. Vente du 15 au 24 mai 1874. Paris, Ed. Antonin Chossonnery, succ. de J.F. Delion, 23 cm, T. I, 212 p.
- 1875. Introduction à l’histoire de la céramique chez les Indiens du Nouveau Monde. Archives de la Société américaine de France, 2e série, I, p. 147-185.
- 1877. Notes sur l’iconographie de l’Ancien Mexique. Revue orientale et américaine.
- 1880. L’Amérique des Vieux Âges, Paris. 8°, pl. coloriées.
- 1887. Études d’ethnographie et d’archéologie américaine. Mémoires Société d’ethnographie, nelle série, Tome II, 1885-86.
- 1887. Les Antilles, ouvrage posthume publié d’après deux manuscrits de l’auteur par Mme Devaux, membre de la Société d’Ethnograhie américaine. Mémoires de la Société d’Ethnographie, volume VII. Paris, Maisonneuve et Frères Leclerc. 395 p., nombreuses figures.
- 1887. Bulletin de la Société d’Ethnographie, compte rendu des séances, notices scientifiques, discours, rapports et instructions publiés par le Dr E. Verrier, Session 188-1887. Seconde série, Tome I. 8°, 386 p.
- 1899. Recherches ethnographique sur les serments. Tome II, no 2, p. 49-128.
- 1901. Recherches ethnographiques sur les serments. Mémoires de la Société d’ethnographie, ouvrage posthume publié par C.A. Pret, secrétaire de la Sté d’Ethnographie. Paris, Ernest Leroux. Tome I.
- [s.d.] Céramiques des anciens indigènes du Pérou, du Mexique et autres contrées du Nouveau Monde, "300 à 400 figures la plupart à l’aquarelle, malgré publications éparses, unique en son genre. Les monuments les plus bizarres et les plus curieux de l’ancienne poterie américaine".